# Turó del Xato
El Turó del Xato és una muntanya de 289 metres que es troba al municipi de Manresa, a la comarca catalana del Bages.